# Andreas von Holst
Georg Andreas Christian von Holst, művésznevén Kuddel (Münster, 1964. június 14. –) a Die Toten Hosen német zenekar gitárosa és zeneszerzője.

## Pályafutása
Ahogy a nevében lévő von is utal rá, nemesi családból származik: egy baltikumi német nemzetségből. Andreas von Holst Düsseldorf-Derendorfban nőtt fel, ahol a Rethel-Gymanisumba járt. Tanulmányait azonban a 11. osztály elvégzése után nem folytatta, mert addigra már fontosabb szerepet töltött be életében a zene. 
Autodidakta módon tanult meg gitározni, Peter Bursch könyveiből. Balkezesként gondot jelentett neki az akkordok lefogása, ezért először úgy játszott a gitáron, mint egy citerán, csak később tudta meg, hogy léteznek balkezes gitárok is. 
1980-ban csatlakozott a ZK punkegyütteshez, majd annak felbomlása után az 1982-ben alakult Die Toten Hosen alapító tagja lett. Bár a zenekar többi tagjához hasonlóan ő sem részesült zenei oktatásban, ő volt az, aki már a kezdetektől professzionális szinten ismerte hangszerét, és ő tekinthető a mai napig a zenekar zenei vezetőjének.
Az 1980-as években súlyos alkoholproblémái voltak, de sikerült legyőznie függőségét és azóta teljesen absztinens. Feléségével, Susival két gyerekük van, Tim és Chelsea.

## Bibliográfia
- Bertram Job: Bis zum bitteren Ende…Die Toten Hosen erzählen ihre Geschichte. Kiepenheuer& Witsch. Köln, 1996. 134. old.
- https://web.archive.org/web/20090722033834/http://www.dietotenhosen.de/aktionen_fragenandth_teil10.php
- https://web.archive.org/web/20090527010121/http://www.dietotenhosen.de/aktionen_fragenandth_teil20.php